# 上亚诺什福
上亚诺什福，是匈牙利沃什州所辖的一个村，总面积3.06平方公里，总人口192，人口密度62.7人/平方公里（2010年1月1日）。